# Thornton Gap
Pour les articles homonymes, voir Thornton.
Le Thornton Gap est un col routier des montagnes Blue Ridge à la limite du comté de Page et du comté de Rappahannock, dans l'État de Virginie, aux États-Unis. Situé à 703 mètres d'altitude au sein du parc national de Shenandoah, il est franchi par l'U.S. Route 211 dans la direction est-ouest mais également par la Skyline Drive et le sentier des Appalaches dans la direction nord-sud, qui suit la ligne de crête du massif.